# Nemopalpus antillarum
Nemopalpus antillarum är en tvåvingeart som beskrevs av David Fairchild 1952. Nemopalpus antillarum ingår i släktet Nemopalpus och familjen fjärilsmyggor. Inga underarter finns listade i Catalogue of Life.